# Дифеніл
Дифені́л, біфені́л — органічна сполука, вуглеводень, здвоєний фенільний радикал. Являє собою білі кристали.
Використовується як високотемпературний теплоносій, а також харчовий консервант (фунгіцид).

## Фізичні властивості
Чистий дифеніл являє собою білі моноклінні кристали зі специфічним запахом, легкий жовтий відтінок свідчить про появу у сполуці домішок. Не розчинний у воді, розчинний в більшості органічних розчинників (в етанолі, бензені, діетиловому етері).

## Отримання
Дифеніл був відкритий у 1862 році Георгом Віттігом реакцією бромобензену із натрієм (реакція Вюрца):
{\displaystyle \mathrm {2C_{6}H_{5}Br+2Na\rightarrow C_{6}H_{5}C_{6}H_{5}+2NaBr} }
У 1867 році Марселен Бертло синтезував дифеніл, пропускаючи пару бензену крізь розжарену трубку:
{\displaystyle \mathrm {2C_{6}H_{6}{\xrightarrow {t}}C_{6}H_{5}C_{6}H_{5}+H_{2}} }
Зараз дифеніл отримують, в основному, як побічний продукт гідродеалкілювання толуену (головним продуктом є бензен). Реакція проводиться при температурі 700 °C і тиску 4 МПа:
{\displaystyle \mathrm {C_{6}H_{5}CH_{3}+H_{2}{\xrightarrow {700^{o}C,4MPa}}C_{6}H_{6}+CH_{4}+(C_{6}H_{5}C_{6}H_{5})} }
До 1970-х років застосовувався метод термальної дегідроконденсації бензену. Подібно до способу Бертло, пара бензену протягом кількох секунд пропускалася крізь трубку розгрітої до 700—850 °C електропечі. Цим методом вдавалося досягти високої чистоти кінцевого продукту — до 99,5%. Окрім дифенілу, могли також утворюватися поліфеніли складу C6H5-(C6H4)n-C6H5. Основною технічною проблемою цього способу виявилося надмірне утворення сажі на стінках трубки. Для її усунення додається 0,1% добавок оксигено- та сульфуровмісних сполук (метанолу, сірковуглецю).
Застосовуються також інші методи добування дифенілу: піроліз кам'яновугільної смоли, гідродимеризація бензену (утворення фенілциклогексану і дегідрування його до дифенілу):
{\displaystyle \mathrm {2C_{6}H_{6}+H_{2}{\xrightarrow {250^{o}C,2-10MPa}}C_{6}H_{5}C_{6}H_{11}{\xrightarrow {}}C_{6}H_{5}C_{6}H_{5}} }

## Хімічні властивості
Слабко вступає в реакції, характерні для ароматичних вуглеводнів (нітрування, хлорування, сульфування і т. д.). Заміщення відбувається у 2 та 4 положеннях. Алкілювання за реакцією Фріделя — Крафтса переважає за 4 положенням.

## Застосування
Дифеніл широко застосовується як високотемпературний теплоносій: його суміші з дифеніловим етером зареєстровані як торгові марки «Diphyl», «Dowtherm», «Gilotherm» та ін. 
Сполука використовується як прекурсор для синтезу галогенопохідних дифенілу (поліхлоробіфенілів та полібромобіфенілів), які є барвниками.
Проявляє фунгіцидні властивості, дифенілом вкривають упаковку продуктів у разі їхнього тривалого транспортування. У класифікації харчових добавок дифеніл має номер E230.